# Молсэльв
Молсэльв (норв. Målselv) — коммуна в губернии Тромс в Норвегии. Административный центр коммуны — город Муэн. Официальный язык коммуны — нейтральный. Население коммуны на 2007 год составляло 6603 чел. Площадь коммуны Молсэльв — 3322,41 км², код-идентификатор — 1924.

## История населения коммуны
Население коммуны за последние 60 лет.